# 세종시립민속박물관
세종시립민속박물관는 세종특별자치시의 공립 박물관이다.

## 연혁
- 2012년 10월 23일 개관.